# Ext JS
Ext JS는 자바스크립트의 라이브러리 프레임워크 중 하나이다. 일부는 무료, 일부는 유료이며 도표의 구현에 강점이 있다.

## 같이 보기
- 자바스크립트 프레임워크
- 자바스크립트 라이브러리